# 韦尔梅佐
韦尔梅佐（義大利語：Vermezzo），是意大利米兰省的一个市镇。总面积6平方公里，人口3854人，人口密度642.3人/平方公里（2009年）。国家统计（ISTAT）代码为015235。